# Helicopacris christophei
Helicopacris christophei är en insektsart som beskrevs av Marius Descamps 1978. Helicopacris christophei ingår i släktet Helicopacris och familjen Romaleidae. Inga underarter finns listade i Catalogue of Life.